# Metopius paludicola
Metopius paludicola là một loài tò vò trong họ Ichneumonidae.